# Plan Madagascar
El plan Madagascar fue una propuesta del gobierno alemán nazi para reubicar por la fuerza a la población judía de Europa en la isla de Madagascar (África). Franz Rademacher, jefe del Departamento Judío del Ministerio de Asuntos Exteriores alemán, propuso la idea en junio de 1940, poco antes de la caída de Francia. La propuesta exigía la entrega del control de Madagascar, entonces una colonia francesa, a Alemania como parte de los eventuales términos de paz. 

Posición de la isla de Madagascar, por entonces posesión colonial francesa en la costa sudeste del continente africano.

La idea de reasentar a los judíos polacos en Madagascar, que entonces formaba parte del Imperio francés, fue investigada por el gobierno polaco en 1937, pero el grupo de trabajo enviado para evaluar el potencial de la isla determinó que sólo se podrían alojar entre 5.000 y 7.000 familias, o incluso tan sólo 500 según algunas estimaciones. Dado que los esfuerzos de los nazis por fomentar la emigración de la población judía de Alemania antes de la Segunda Guerra Mundial sólo tuvieron un éxito parcial, la idea de deportar a los judíos a Madagascar fue retomada por el gobierno nazi en 1940.
Rademacher recomendó el 3 de junio de 1940 que Madagascar se convirtiera en un destino para los judíos de Europa. Con la aprobación de Adolf Hitler, Adolf Eichmann publicó un memorándum el 15 de agosto de 1940 en el que se pedía el reasentamiento de un millón de judíos al año durante cuatro años, con la isla gobernada como un estado policial bajo las SS. Suponían que muchos judíos sucumbirían a sus duras condiciones si se aplicaba el plan. El plan no fue viable debido al bloqueo naval británico. Se pospuso después de que los nazis perdieran la Batalla de Inglaterra en septiembre de 1940, y se archivó definitivamente en 1942 con el inicio de la Solución Final, la política de genocidio sistemático de los judíos, hacia la que había funcionado como un importante paso psicológico.

## Alemania Nazi
El racismo y el antisemitismo eran principios básicos del Partido Nazi y de su gobierno. La discriminación y los ataques violentos contra los judíos comenzaron inmediatamente después de que Hitler tomara el poder en 1933. Los nazis utilizaron la violencia y la presión económica para presionar a los judíos a abandonar voluntariamente el país. Para 1939, alrededor de 250.000 de los 437.000 judíos de Alemania habían emigrado a Estados Unidos, Argentina, el Reino Unido y otros países, así como al Mandato Británico de Palestina.
Los dirigentes nazis aprovecharon la idea de deportar a los judíos alemanes restantes a ultramar. Las tierras estériles e improductivas se consideraban destinos apropiados, ya que esto impediría que los deportados prosperaran en su nueva ubicación. En su memorándum de mayo de 1940 dirigido a Hitler, sobre el tratamiento de la población extranjera en el Este, el Reichsführer-SS Heinrich Himmler declaró que esperaba ver "el término 'judío' [...] completamente eliminado mediante la inmigración masiva de todos los judíos a África o a alguna otra colonia".